# Amalia Galárraga
Pour les articles homonymes, voir Galarraga.
Amalia Galárraga Azcarrunz, née en 1884 et morte en 1971, est une féministe espagnole.

## Biographie
Elle est l'une des fondatrices du Lyceum Club Femenino de Madrid.